# Junior Belfast Giants
Die Junior Belfast Giants (auch Tesco Belfast Giants) sind ein britischer Eishockeyclub aus Dundonald, Belfast, Nordirland, der 2007 gegründet wurde und in der Irish Ice Hockey League spielt. 

## Geschichte
Die Junior Belfast Giants wurden 2007 anlässlich der Gründung der Irish Ice Hockey League gegründet, an der sie seitdem teilnehmen. Der Club entstand durch die Fusion der Belfast City Flyers und des Northern Ireland Ice Hockey Club. Von den Coors Belfast Giants erhielt man die Erlaubnis ihren Namen in abgewandelter Form zu benutzen. Der Verein stellt das einzige Team aus Nordirland, das an der gesamtirischen Liga teilnimmt. Als Hauptsponsor konnten die Verantwortlichen die britische Supermarktkette Tesco gewinnen, der die Spieler der ersten Mannschaft und des Jugendbereichs mit ihrer Ausrüstung versorgte und der zehn Jobs für Spieler der ersten Mannschaft bereitstellte.
In der IIHL Developmental Division, einer Entwicklungsliga für die Irish Ice Hockey League, wird der Club durch die Tesco Belfast Giants U20 vertreten.

## Stadion
Die Heimspiele der Junior Belfast Giants werden im Dundonald Ice Bowl in Dundonald, Belfast ausgetragen, der 1500 Zuschauer fasst.  